# Changuinola
Changuinola est une ville panaméenne de la province de Bocas del Toro.
Peuplée par 24 420 habitants en 2010, Changuinola est le chef-lieu du district de Changuinola (84 473 habitants en 2005). Le tourisme et l'agriculture sont les secteurs économiques importants. Un petit aéroport international dessert la ville qui doit sa création à la culture des bananes.
L'Estadio Calvyn Byron, enceinte de 3000 places, accueille les rencontres du club local de baseball du CB Bocas del Toro, champion national en 1961.